# The American Breed

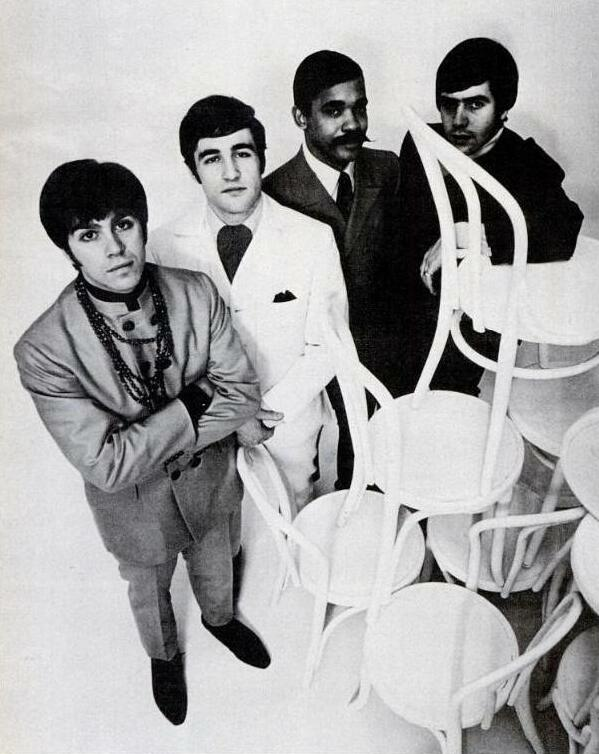
The American Breed (1968)

The American Breed war eine US-amerikanische Rockband.

## Werdegang
Die vier Freunde Al Ciner (* 14. Mai 1947, Gitarre), Gary Loizzo (* 16. August 1945, † 16. Januar 2016, Leadgesang), Lee Anthony Graziano (* 9. November 1943, Schlagzeug) und Charles „Chuck“ Colbert (* 30. August 1944, Bassgitarre) gründeten Anfang der 1960er Jahre in Chicago, Michigan, zunächst eine Tanzkapelle namens Gary & the Nightlights.
Sie nahmen ein Demo-Band auf, das eher zufällig dem Boss einer Plattenfirma vorgespielt wurde. Dieser war so begeistert, dass das Quartett einen Plattenvertrag erhielt. Der Name „American Breed“ wurde erfunden und die erste Single „I Don’t Think You Know Me“ veröffentlicht.
Zum Ende des Jahres 1967 gelang dann der ganz große Wurf: Mit „Bend Me, Shape Me“ schuf man einen Millionenseller, der ein internationaler Erfolg wurde (US Platz 5, UK Platz 24, DE Platz 9).
In England wurde das Lied 1968 in einer Aufnahme der britischen Band Amen Corner ein noch größerer Erfolg. 1968 und 1969 sangen The American Breed die Titelsongs zu den Filmen Bizarre Morde und Das Superhirn.
Nach mehreren Umbesetzungen brach die Band dann Ende der 60er auseinander. Aus den Resten entstand Mitte der 70er die Soul & Funkband Rufus mit Chaka Khan als Leadsängerin.

## Diskografie (Auswahl)

### Alben
Auswahlkriterium: alle US-Original-LPs
- 1967: The American Breed - Dot DOLP 0255
- 1968: Bend me, shape me - Acta A38003
- 1968: Pumpkin, powder, scarlet and green – Acta A38006
- 1968: Lonely side of the city – Acta A38008

### Singles
| Jahr | Titel Album                 | Höchstplatzierung, Gesamtwochen, AuszeichnungChartplatzierungen (Jahr, Titel, Album, Platzierungen, Wochen, Auszeichnungen, Anmerkungen) | Höchstplatzierung, Gesamtwochen, AuszeichnungChartplatzierungen (Jahr, Titel, Album, Platzierungen, Wochen, Auszeichnungen, Anmerkungen) | Höchstplatzierung, Gesamtwochen, AuszeichnungChartplatzierungen (Jahr, Titel, Album, Platzierungen, Wochen, Auszeichnungen, Anmerkungen) | Höchstplatzierung, Gesamtwochen, AuszeichnungChartplatzierungen (Jahr, Titel, Album, Platzierungen, Wochen, Auszeichnungen, Anmerkungen) | Anmerkungen |
| Jahr | Titel Album                 | DE | AT | UK | US | Anmerkungen |
| ---- | --------------------------- | --- | --- | --- | --- | ----------- |
| 1967 | Step Out Of Your Mind –     | — | — | — | US24 (9 Wo.)US |             |
| 1967 | Bend Me, Shape Me –         | DE9 (8 Wo.)DE | AT11 (4 Wo.)AT | UK24 (6 Wo.)UK | US5 Gold · (14 Wo.)US |             |
| 1968 | Green Light –               | — | — | — | US39 (7 Wo.)US |             |
| 1968 | Reading, Willing And Able – | — | — | — | US84 (3 Wo.)US |             |
| 1968 | Anyway That You Want Me –   | — | — | — | US88 (4 Wo.)US |             |